# Fred Pearce
Fred Pearce (ur. 1951) – angielski autor książek i dziennikarz mieszkający w Londynie. Członek zarządu Integrated Water Resources International. Pearce specjalizuje się w zagadnieniach globalnego środowiska i zmian klimatycznych.

## Działalność
Prezenter i międzynarodowy wykładowca na temat ekologii. Jest konsultantem ds. środowiska w magazynie New Scientist oraz regularnym współpracownikiem londyńskiego Daily Telegraph, The Independent, The Guardian, Times Higher Education Supplement i Country Living. Na stronie internetowej dziennika New Scientist pod nazwą Fred's Footprint, ukazuje się pisany przez niego co dwa tygodnie blog nt. środowiska.
Jest autorem książek traktujących o środowisku naturalnym i kwestiach rozwoju: Confessions of an Eco Sinner, When the Rivers Run Dry, Earth: Then and Now, The Last Generation (tematem której są zmiany klimatu) i Deep Jungle. Ponadto pisuje artykuły dla amerykańskich czasopism: Foreign Policy, Audubon magazine, Seed, Popular Science i Time oraz dla organizacji: WWF, UN Environmental Programme, Czerwonego Krzyża, UNESCO, Banku Światowego, Europejskiej Agencji Środowiska i Brytyjskiej Agencji Środowiska.

## Nagrody
- 2002 – CGIAR agricultural research science journalism award
- 2001 – UK environment journalist of the year
- 1991 – Peter Kent Conservation Book Award
- 1991 – TES Junior Information Book Award
- 1987 – UK safety writer of the year.

## Ostatnie książki
- Confessions of an Eco Sinner. Eden Project Books, 2008. ISBN 978-1-905811-10-6. (ang.). Brak numerów stron w książce
- The Last Generation. Eden Project Books, 2007. ISBN 978-1-903919-88-0. (ang.). Brak numerów stron w książce
- With Speed and Violence: Why scientists fear tipping points in climate change. Beacon Press, 2007. ISBN 978-0-8070-8576-9. (ang.). Brak numerów stron w książce
- When the Rivers Run Dry. Eden Project Books, 2007. ISBN 978-1-903919-58-3. (ang.). Brak numerów stron w książce
- Earth: Then and Now. Mitchell Beazley, 2007. ISBN 978-1-84533-246-4. (ang.). Brak numerów stron w książce
- Deep Jungle. Eden Project Books, 2006. ISBN 978-1-903919-56-9. (ang.). Brak numerów stron w książce